# Lepidosaphes daphniphylli
Lepidosaphes daphniphylli är en insektsart som först beskrevs av Borchsenius 1978.  Lepidosaphes daphniphylli ingår i släktet Lepidosaphes och familjen pansarsköldlöss. Inga underarter finns listade i Catalogue of Life.